# Dee Giallo
Dee Giallo è un programma radiofonico italiano di Radio Deejay condotto dal giallista Carlo Lucarelli in onda settimanalmente dal 2007 al 2013, riproposto in versione quotidiana dall'ottobre al dicembre 2016, per poi tornare in onda settimanalmente dal 2022. Viene curato dal disc jockey Fabio B.
Il programma è tornato in onda nel 2022 sotto forma di podcast con cadenza settimanale. Al 16 febbraio 2025 sono andate in onda 353 puntate.

## La trasmissione
Il programma, condotto dal giallista Carlo Lucarelli, si propone come un breve radiodramma della durata di mezz'ora, e racconta "strane, misteriose e incredibili storie", spesso tragiche, di personaggi soprattutto del mondo della musica, ma anche del cinema, dello sport, della malavita, della cronaca, della storia, delle scienze, dell'imprenditoria o dell'arte, soffermandosi sulla loro vita, in particolare su aneddoti e coincidenze, e collegando le varie vicende con una selezione musicale appositamente selezionata.
La trasmissione andava in onda con cadenza settimanale dal 2007 al 2013, tornando in onda dopo tre anni di assenza nell'ottobre 2016 con cadenza quotidiana sia con puntate inedite sia con repliche (dal lunedì al giovedì).

## Episodi
Ogni settimana vengono presentati due casi diversi o un singolo caso in due atti. In ogni episodio, che si apre e si chiude con il tema musicale del film Halloween ed ha come sottofondo il tema musicale di Matrix, vi è alternanza di musica e racconto, in modo da creare suspense, comprendere il personaggio e immergere l'ascoltatore nella narrazione.
| Stagione | Titolo                                           | Data              |
| -------- | ------------------------------------------------ | ----------------- |
| 2007     | 2 Pac and Notorious B.I.G.                       | 02 ottobre 2007   |
| 2007     | Jeff Buckley                                     | 02 ottobre 2007   |
| 2007     | Kurt Cobain                                      | 09 ottobre 2007   |
| 2007     | Sid Vicious                                      | 16 ottobre 2007   |
| 2007     | Jim Morrison                                     | 16 ottobre 2007   |
| 2007     | John Lennon                                      | 23 ottobre 2007   |
| 2007     | Brian Jones                                      | 30 ottobre 2007   |
| 2007     | Peter Tosh                                       | 30 ottobre 2007   |
| 2007     | Led Zeppelin                                     | 06 novembre 2007  |
| 2007     | Sam Cooke                                        | 06 novembre 2007  |
| 2007     | Jimi Hendrix                                     | 13 novembre 2007  |
| 2007     | Charlie Manson                                   | 13 novembre 2007  |
| 2007     | O.J. Simpson                                     | 20 novembre 2007  |
| 2007     | Run Dmc                                          | 20 novembre 2007  |
| 2007     | Luigi Tenco                                      | 27 novembre 2007  |
| 2007     | Rino Gaetano                                     | 27 novembre 2007  |
| 2007     | Cliff Burton                                     | 04 dicembre 2007  |
| 2007     | Ritchie Valens                                   | 04 dicembre 2007  |
| 2007     | Elvis Presley                                    | 11 dicembre 2007  |
| 2007     | Pantera                                          | 11 dicembre 2007  |
| 2007     | Marvin Gaye                                      | 18 dicembre 2007  |
| 2007     | Janis Joplin                                     | 18 dicembre 2007  |
| 2008     | Frank Sinatra                                    | 08 gennaio 2008   |
| 2008     | Beach Boys                                       | 15 gennaio 2008   |
| 2008     | Marilyn Monroe                                   | 22 gennaio 2008   |
| 2008     | AcDc                                             | 22 gennaio 2008   |
| 2008     | Niccoló Paganini                                 | 05 febbraio 2008  |
| 2008     | The Who                                          | 05 febbraio 2008  |
| 2008     | Brandon Lee                                      | 12 febbraio 2008  |
| 2008     | Black Sabbath                                    | 12 febbraio 2008  |
| 2008     | Ray Charles                                      | 19 febbraio 2008  |
| 2008     | James Brown                                      | 26 febbraio 2008  |
| 2008     | Bob Marley                                       | 04 marzo 2008     |
| 2008     | John Belushi                                     | 11 marzo 2008     |
| 2008     | Alice in chains                                  | 18 marzo 2008     |
| 2008     | Mia Martini                                      | 18 marzo 2008     |
| 2008     | Phil Spector                                     | 25 marzo 2008     |
| 2008     | Mozart                                           | 25 marzo 2008     |
| 2008     | The Clash                                        | 01 aprile 2008    |
| 2008     | Pink Floyd                                       | 08 aprile 2008    |
| 2008     | Ramones                                          | 15 aprile 2008    |
| 2008     | Malcom X                                         | 22 aprile 2008    |
| 2008     | Curtis Mayfield                                  | 29 aprile 2008    |
| 2008     | Aaliyah                                          | 06 maggio 2008    |
| 2008     | Falco                                            | 06 maggio 2008    |
| 2008     | Eazy-E                                           | 13 maggio 2008    |
| 2008     | Johnny Cash                                      | 20 maggio 2008    |
| 2008     | Ian Curtis                                       | 27 maggio 2008    |
| 2008     | 7 storie tenebrose del mondo della musica        | 01 giugno 2008    |
| 2008     | Billie Holiday                                   | 03 giugno 2008    |
| 2008     | Swinging London                                  | 29 settembre 2008 |
| 2008     | Frank Lucas                                      | 06 ottobre 2008   |
| 2008     | INXS                                             | 13 ottobre 2008   |
| 2008     | Whitney Houston                                  | 27 ottobre 2008   |
| 2008     | Grunge                                           | 03 novembre 2008  |
| 2008     | Robert Johnson                                   | 10 novembre 2008  |
| 2008     | Sonny and Cher                                   | 17 novembre 2008  |
| 2008     | Billy Idol                                       | 24 novembre 2008  |
| 2008     | Andy Warhol                                      | 01 dicembre 2008  |
| 2008     | Michael Jackson                                  | 08 dicembre 2008  |
| 2008     | Red Hot Chili Peppers                            | 15 dicembre 2008  |
| 2008     | David Bowie                                      | 22 dicembre 2008  |
| 2009     | Fabrizio De Andre'                               | 12 gennaio 2009   |
| 2009     | Madonna                                          | 26 gennaio 2009   |
| 2009     | Bob Dylan                                        | 02 febbraio 2009  |
| 2009     | Pier Paolo Pasolini                              | 09 febbraio 2009  |
| 2009     | Jerry Lee Lewis                                  | 16 febbraio 2009  |
| 2009     | Marilyn Manson                                   | 23 febbraio 2009  |
| 2009     | James Dean                                       | 02 marzo 2009     |
| 2009     | Eminem                                           | 09 marzo 2009     |
| 2009     | Milli Vanilli                                    | 23 marzo 2009     |
| 2009     | 50 Cent                                          | 30 marzo 2009     |
| 2009     | Isaac Hayes                                      | 06 aprile 2009    |
| 2009     | Ozzy Osbourne                                    | 20 aprile 2009    |
| 2009     | Public Enemy                                     | 27 aprile 2009    |
| 2009     | Depeche Mode                                     | 04 maggio 2009    |
| 2009     | Oasis                                            | 11 maggio 2009    |
| 2009     | Boy George                                       | 18 maggio 2009    |
| 2009     | U2                                               | 25 maggio 2009    |
| 2009     | Paul McCartney                                   | 12 ottobre 2009   |
| 2009     | Il festival di Altamont                          | 12 ottobre 2009   |
| 2009     | Elvis                                            | 19 ottobre 2009   |
| 2009     | Fred Buscaglione                                 | 19 ottobre 2009   |
| 2009     | Jaco Pastorius                                   | 26 ottobre 2009   |
| 2009     | Chet Baker                                       | 26 ottobre 2009   |
| 2009     | La Luna                                          | 02 novembre 2009  |
| 2009     | Suge Knight                                      | 02 novembre 2009  |
| 2009     | Edith Piaf                                       | 09 novembre 2009  |
| 2009     | Little Waters on Cadillac Records                | 09 novembre 2009  |
| 2009     | Wendy O. Williams                                | 16 novembre 2009  |
| 2009     | La Dahlia Nera                                   | 16 novembre 2009  |
| 2009     | Heath Ledger                                     | 23 novembre 2009  |
| 2009     | Chuck Berry                                      | 23 novembre 2009  |
| 2009     | Noir Desir                                       | 30 novembre 2009  |
| 2009     | The Germs                                        | 30 novembre 2009  |
| 2009     | Marlon Brando                                    | 07 dicembre 2009  |
| 2009     | Radio Caroline                                   | 07 dicembre 2009  |
| 2009     | Dj Am                                            | 14 dicembre 2009  |
| 2009     | Donald Drummond e lo ska                         | 14 dicembre 2009  |
| 2009     | Nick Drake                                       | 21 dicembre 2009  |
| 2009     | Elvis vs Kennedy                                 | 21 dicembre 2009  |
| 2010     | Heath Ledger                                     | 10 gennaio 2010   |
| 2010     | Las Vegas                                        | 11 gennaio 2010   |
| 2010     | The Clash                                        | 12 gennaio 2010   |
| 2010     | Il Festival di Altamont                          | 13 gennaio 2010   |
| 2010     | Suge Knight                                      | 14 gennaio 2010   |
| 2010     | Noir Desir                                       | 17 gennaio 2010   |
| 2010     | John Holmes                                      | 18 gennaio 2010   |
| 2010     | Sex Pistols                                      | 19 gennaio 2010   |
| 2010     | Las Vegas                                        | 20 gennaio 2010   |
| 2010     | Bruce Lee                                        | 25 gennaio 2010   |
| 2010     | Tokio Hotel                                      | 26 gennaio 2010   |
| 2010     | Insane Clown Posse                               | 02 febbraio 2010  |
| 2010     | The Factory La Hacienda                          | 08 febbraio 2010  |
| 2010     | Axl Rose                                         | 09 febbraio 2010  |
| 2010     | Studio 54                                        | 10 febbraio 2010  |
| 2010     | Lynyrd Skynyrd                                   | 15 febbraio 2010  |
| 2010     | Bob Dylan                                        | 16 febbraio 2010  |
| 2010     | Tommy Mottola                                    | 22 febbraio 2010  |
| 2010     | John Lennon                                      | 23 febbraio 2010  |
| 2010     | I suicidi nella storia della musica              | 03 marzo 2010     |
| 2010     | La banda della magliana                          | 09 marzo 2010     |
| 2010     | Brighton                                         | 10 marzo 2010     |
| 2010     | Nelson Mandela                                   | 15 marzo 2010     |
| 2010     | Brian Epstein                                    | 22 marzo 2010     |
| 2010     | Yardbirds                                        | 23 marzo 2010     |
| 2010     | Vampiri                                          | 29 marzo 2010     |
| 2010     | John Travolta                                    | 26 aprile 2010    |
| 2010     | Smashing Pumpkins                                | 27 aprile 2010    |
| 2010     | Malcolm Mclaren                                  | 03 maggio 2010    |
| 2010     | Hip Hop is dead                                  | 04 maggio 2010    |
| 2010     | Sylvester                                        | 10 maggio 2010    |
| 2010     | Jimi Hendrix - La morte                          | 11 maggio 2010    |
| 2010     | Eric Clapton                                     | 17 maggio 2010    |
| 2010     | Ofra Haza                                        | 18 maggio 2010    |
| 2010     | Nina Simone                                      | 24 maggio 2010    |
| 2010     | Bukowski                                         | 25 maggio 2010    |
| 2011     | Hiroo Onoda                                      | 17 gennaio 2011   |
| 2011     | Billy Milligan                                   | 19 gennaio 2011   |
| 2011     | Vincenzo Peruggia                                | 24 gennaio 2011   |
| 2011     | Mr. Nice                                         | 26 gennaio 2011   |
| 2011     | John Nash                                        | 31 gennaio 2011   |
| 2011     | Jack Unterweger                                  | 02 febbraio 2011  |
| 2011     | Carlo Ponzi                                      | 07 febbraio 2011  |
| 2011     | Stuart Sutcliffe                                 | 09 febbraio 2011  |
| 2011     | Mike Tyson                                       | 14 febbraio 2011  |
| 2011     | Aron Ralston                                     | 16 febbraio 2011  |
| 2011     | Antonio Meucci                                   | 21 febbraio 2011  |
| 2011     | Jack DiNorscio                                   | 23 febbraio 2011  |
| 2011     | La partita della morte                           | 28 febbraio 2011  |
| 2011     | Frank Abagnale                                   | 02 marzo 2011     |
| 2011     | Anna Magnani                                     | 08 marzo 2011     |
| 2011     | La guerra dei mondi                              | 10 marzo 2011     |
| 2011     | Ronnie Biggs                                     | 15 marzo 2011     |
| 2011     | Nino Bixio                                       | 17 marzo 2011     |
| 2011     | La guerra del football                           | 21 marzo 2011     |
| 2011     | La terza onda                                    | 23 marzo 2011     |
| 2011     | Kate 'Ma' Barker                                 | 28 marzo 2011     |
| 2011     | Evariste Galois                                  | 30 marzo 2011     |
| 2011     | Area 51                                          | 04 aprile 2011    |
| 2011     | Bela Lugosi                                      | 06 aprile 2011    |
| 2011     | Philip Zimbardo - L'esperimento di Stanford      | 11 aprile 2011    |
| 2011     | Ettore Majorana                                  | 13 aprile 2011    |
| 2011     | Jack The Ripper                                  | 18 aprile 2011    |
| 2011     | Il triangolo delle Bermuda                       | 20 aprile 2011    |
| 2011     | Yuri Gagarin                                     | 02 maggio 2011    |
| 2011     | Amityville                                       | 04 maggio 2011    |
| 2011     | Esperimento Millgram                             | 09 maggio 2011    |
| 2011     | John Edgar Hoover                                | 11 maggio 2011    |
| 2011     | Hector Lavoe                                     | 16 maggio 2011    |
| 2011     | Arpad Weisz                                      | 18 maggio 2011    |
| 2011     | David Frost                                      | 23 maggio 2011    |
| 2011     | Joe Petrosino                                    | 25 maggio 2011    |
| 2011     | Robert Stroud                                    | 30 maggio 2011    |
| 2011     | Gino Girolimoni                                  | 01 giugno 2011    |
| 2012     | Robert Hanssen                                   | 11 marzo 2012     |
| 2012     | Swing Kids                                       | 11 marzo 2012     |
| 2012     | Karen Silkwood                                   | 18 marzo 2012     |
| 2012     | Danny Greene                                     | 18 marzo 2012     |
| 2012     | Orchestra rossa                                  | 25 marzo 2012     |
| 2012     | Kennedy                                          | 25 marzo 2012     |
| 2012     | Christine Keeler                                 | 1 aprile 2012     |
| 2012     | Yamaguchi                                        | 1 aprile 2012     |
| 2012     | L'affare Lillehammer                             | 8 aprile 2012     |
| 2012     | La partita di Natale                             | 8 aprile 2012     |
| 2012     | Luigi Malabrocca                                 | 15 aprile 2012    |
| 2012     | Gacy                                             | 15 aprile 2012    |
| 2012     | I misteri di Alleghe                             | 22 aprile 2012    |
| 2012     | The Entity                                       | 22 aprile 2012    |
| 2012     | Robert Durst                                     | 29 aprile 2012    |
| 2012     | Caso Montesi                                     | 29 aprile 2012    |
| 2012     | Judith Exner                                     | 6 maggio 2012     |
| 2012     | Marmaduke Wetherell                              | 6 maggio 2012     |
| 2012     | Unabomber                                        | 13 maggio 2012    |
| 2012     | Kevin Mitnick                                    | 13 maggio 2012    |
| 2012     | Joey Kieyoomar                                   | 20 maggio 2012    |
| 2012     | Charles Bronson                                  | 20 maggio 2012    |
| 2012     | Sonny Boy Williamson                             | 27 maggio 2012    |
| 2012     | Felice Maniero                                   | 27 maggio 2012    |
| 2012     | Giorgio Perlasca                                 | 3 giugno 2012     |
| 2012     | Timothy McVeigh                                  | 3 giugno 2012     |
| 2012     | La vera storia di Marilyn Monroe                 | 10 giugno 2012    |
| 2012     | Baby Lindbergh                                   | 10 giugno 2012    |
| 2012     | Marcel Petiot                                    | 17 giugno 2012    |
| 2012     | Buffalo Bill                                     | 17 giugno 2012    |
| 2012     | Mary Celeste                                     | 24 giugno 2012    |
| 2012     | Sacco e Vanzetti                                 | 24 giugno 2012    |
| 2012     | Richard Ramirez                                  | 28 ottobre 2012   |
| 2012     | Pee Wee Herman                                   | 28 ottobre 2012   |
| 2012     | Aileen Wuornos                                   | 4 novembre 2012   |
| 2012     | Larry Flynt                                      | 4 novembre 2012   |
| 2012     | Ricardo Lopez                                    | 11 novembre 2012  |
| 2012     | Jayne Mansfield                                  | 11 novembre 2012  |
| 2012     | Graziano Mesina                                  | 18 novembre 2012  |
| 2012     | Poltergeist                                      | 18 novembre 2012  |
| 2012     | Francois Vidocq                                  | 25 novembre 2012  |
| 2012     | Inner Circle                                     | 25 novembre 2012  |
| 2012     | Hindenburg                                       | 02 dicembre 2012  |
| 2012     | Edwin Alonzo Boyd                                | 02 dicembre 2012  |
| 2012     | Clifford Irving                                  | 09 dicembre 2012  |
| 2012     | Jesse Owens                                      | 09 dicembre 2012  |
| 2012     | Il bandito Giuliano                              | 16 dicembre 2012  |
| 2012     | Stu Ungar                                        | 16 dicembre 2012  |
| 2012     | Babbo Natale                                     | 24 dicembre 2012  |
| 2013     | Binion                                           | 13 gennaio 2013   |
| 2013     | Ali vs Foreman                                   | 13 gennaio 2013   |
| 2013     | Alexandre Jacob                                  | 20 gennaio 2013   |
| 2013     | Donnie Brasco                                    | 20 gennaio 2013   |
| 2013     | Pino Masi                                        | 27 gennaio 2013   |
| 2013     | I tre di West Memphis                            | 27 gennaio 2013   |
| 2013     | Ted Bundy                                        | 3 febbraio 2013   |
| 2013     | Serpico                                          | 3 febbraio 2013   |
| 2013     | Jean Claude Romand                               | 10 febbraio 2013  |
| 2013     | Sweeney Todd                                     | 10 febbraio 2013  |
| 2013     | Charles Van Doren                                | 17 febbraio 2013  |
| 2013     | Sfida di scacchi                                 | 17 febbraio 2013  |
| 2013     | Charlie Chaplin                                  | 24 febbraio 2013  |
| 2013     | Mario Francese                                   | 24 febbraio 2013  |
| 2013     | Chris Costner Sizemore                           | 3 marzo 2013      |
| 2013     | Willie Sutton                                    | 3 marzo 2013      |
| 2013     | Ilaria Alpi e Miran Hrovatin                     | 10 marzo 2013     |
| 2013     | Per Yngve Ohlin aka Pelle                        | 10 marzo 2013     |
| 2013     | Preston Tucker                                   | 17 marzo 2013     |
| 2013     | Mcmartin School                                  | 17 marzo 2013     |
| 2013     | Vittorio Bottego                                 | 24 marzo 2013     |
| 2013     | Franca Viola                                     | 24 marzo 2013     |
| 2013     | Juliet Hulme                                     | 31 marzo 2013     |
| 2013     | Mickey Cohen                                     | 31 marzo 2013     |
| 2013     | Joss Stone                                       | 7 aprile 2013     |
| 2013     | Dr Shipman                                       | 7 aprile 2013     |
| 2013     | Ernest Shackleton                                | 14 aprile 2013    |
| 2013     | Il gigante di Cardiff                            | 14 aprile 2013    |
| 2013     | Il dirigibile Italia                             | 21 aprile 2013    |
| 2013     | Gli uomini d'oro                                 | 21 aprile 2013    |
| 2013     | Le streghe di Salem                              | 28 aprile 2013    |
| 2013     | Reverendo Jones                                  | 28 aprile 2013    |
| 2013     | Rodney Alcala                                    | 05 maggio 2013    |
| 2013     | Il disastro del Vajont                           | 05 maggio 2013    |
| 2013     | Il delitto della penna a sfera                   | 19 maggio 2013    |
| 2013     | Il massacro di Waco                              | 19 maggio 2013    |
| 2013     | Eddie Bunker                                     | 26 maggio 2013    |
| 2013     | Lo smemorato di Collegno                         | 26 maggio 2013    |
| 2016     | Sunday Bloody Sunday                             | 03 ottobre 2016   |
| 2016     | La sindrome di Stoccolma                         | 05 ottobre 2016   |
| 2016     | Johann Trollman                                  | 10 ottobre 2016   |
| 2016     | La storia di Keith Moon dei The Who              | 11 ottobre 2016   |
| 2016     | Amy Winehouse e Billie Holiday                   | 12 ottobre 2016   |
| 2016     | La vera storia di Marinella                      | 13 ottobre 2016   |
| 2016     | La rivolta di Los Angeles                        | 18 ottobre 2016   |
| 2016     | Brian Douglas Wells, l’Uomo Della Pizza          | 19 ottobre 2016   |
| 2016     | Bufalo Bill                                      | 20 ottobre 2016   |
| 2016     | Michael Jackson                                  | 24 ottobre 2016   |
| 2016     | Kennedy                                          | 25 ottobre 2016   |
| 2016     | Chet Backer                                      | 26 ottobre 2016   |
| 2016     | Triangolo delle Bermuda                          | 27 ottobre 2016   |
| 2016     | Il conte Dracula                                 | 31 ottobre 2016   |
| 2016     | La strage di Le Mans                             | 1 novembre 2016   |
| 2016     | Phil Spector                                     | 2 novembre 2016   |
| 2016     | Thomas Quick - Il serial killer che non c'era    | 4 novembre 2016   |
| 2016     | Andy Warhol                                      | 7 novembre 2016   |
| 2016     | Radio Caroline                                   | 8 novembre 2016   |
| 2016     | Mike Tyson                                       | 9 novembre 2016   |
| 2016     | Rodolfo Siviero, l'agente segreto dell'arte      | 14 novembre 2016  |
| 2016     | Demon Murder Trial - Processo ad Arn             | 16 novembre 2016  |
| 2016     | Tommy Mottola                                    | 17 novembre 2016  |
| 2016     | La banda Carasoli                                | 21 novembre 2016  |
| 2016     | Malcom McLaren                                   | 22 novembre 2016  |
| 2016     | "A change is gonna come" - Sam Cooke e Bob Dylan | 23 novembre 2016  |
| 2016     | Isaac Hayes                                      | 24 novembre 2016  |
| 2016     | Brian Douglas Wells, l’uomo della pizza          | 25 novembre 2016  |
| 2016     | La vera storia di Marinella                      | 28 novembre 2016  |
| 2016     | La storia di Celia                               | 30 novembre 2016  |
| 2016     | James Dean                                       | 1 dicembre 2016   |
| 2016     | Balto e Togo                                     | 5 dicembre 2016   |
| 2016     | 6 dicembre 2016                                  |                   |
| 2016     | 7 dicembre 2016                                  |                   |
| 2016     | Preston Tucker                                   | 8 dicembre 2016   |
| 2016     | Samia Yusuf Omar                                 | 12 dicembre 2016  |
| 2016     | Jim Morrison                                     | 13 dicembre 2016  |
| 2016     | Sir Alfred - The Terminal                        | 14 dicembre 2016  |
| 2016     | Il Club 27                                       | 19 dicembre 2016  |
| 2016     | The Rumble in the Jungle: Foreman vs Alì         | 20 dicembre 2016  |
| 2016     | I più strani luoghi del mondo                    | 21 dicembre 2016  |
| 2016     | Babbo Natale                                     | 22 dicembre 2016  |
| 2022     | Jack Gilbert Graham                              | 19 gennaio 2022   |
| 2022     | Carlo Galimberti                                 | 27 gennaio 2022   |
| 2022     | John Favara                                      | 3 febbraio 2022   |
| 2022     | Mississippi Goddam                               | 10 febbraio 2022  |
| 2022     | Le voci di Orleans                               | 17 febbraio 2022  |
| 2022     | Brenda Ann Spencer                               | 24 febbraio 2022  |
| 2022     | Sante Pollastri                                  | 3 marzo 2022      |
| 2022     | Anna Goldi                                       | 10 marzo 2022     |
| 2022     | Abe Reles                                        | 17 marzo 2022     |
| 2022     | Anna Sorokin e Billy McFarland                   | 24 marzo 2022     |
| 2022     | Naufragio del Batavia                            | 31 marzo 2022     |
| 2022     | La Banda Cavallero                               | 7 aprile 2022     |
| 2022     | L'evento di Carrington                           | 14 aprile 2022    |
| 2022     | Bill Cosby e Jimmy Saville                       | 21 aprile 2022    |
| 2022     | Eric Lomax e Takashi Nagase                      | 28 aprile 2022    |
| 2022     | Arnold Paole                                     | 5 maggio 2022     |
| 2022     | Barry Sadler                                     | 12 maggio 2022    |
| 2022     | Battaglia di Messines                            | 19 maggio 2022    |
| 2022     | Carlo Enrique Raposo                             | 26 maggio 2022    |
| 2022     | Coco Schumann                                    | 2 giugno 2022     |
| 2022     | Il Fotografo, il Veterano e Muhammad Alì         | 12 ottobre 2022   |
| 2022     | Cosa Nostra e il Padrino                         | 19 ottobre 2022   |
| 2022     | Operazione Radium                                | 26 ottobre 2022   |
| 2022     | La bestia di Jersey                              | 2 novembre 2022   |
| 2022     | Il mostro di Borgo Panigale                      | 9 novembre 2022   |
| 2022     | Da Ramstein a Ustica                             | 16 novembre 2022  |
| 2022     | La caduta di R Kelly                             | 23 novembre 2022  |
| 2022     | La vera storia di "Heartbreak Hotel"             | 30 novembre 2022  |
| 2022     | Il mistero delle Isole Flannan                   | 7 dicembre 2022   |
| 2022     | Federico Caffè                                   | 14 dicembre 2022  |
| 2024     | Stephanie St. Clair                              | 15 febbraio 2024  |
| 2024     | Frederic Bourdin                                 | 22 febbraio 2024  |
| 2024     | Malika e Peter                                   | 29 febbraio 2024  |
| 2024     | Il Mostro di Urban                               | 7 marzo 2024      |
| 2024     | Ian e Myra, gli Assassini della Brughiera        | 14 marzo 2024     |
| 2024     | Maurice, l’Angelo Francese                       | 21 marzo 2024     |
| 2024     | Todd Beamer                                      | 28 marzo 2024     |
| 2024     | Kaspar Hauser                                    | 4 aprile 2024     |
| 2024     | Gerald Arthur Friend                             | 11 aprile 2024    |
| 2024     | I Mostri di Firenze                              | 18 aprile 2024    |
| 2025     | Dennis Wilson                                    | 6 febbraio 2025   |
| 2025     | Giorgio William Vizzardelli                      | 13 febbraio 2025  |
| 2025     | Balloonfest '86                                  | 20 febbraio 2025  |
| 2025     | Paul Ingram                                      | 27 febbraio 2025  |
| 2025     | Serafina Battaglia                               | 6 marzo 2025      |
| 2025     | Akku Yadav                                       | 13 marzo 2025     |
| 2025     | Massacro del lago Bodom                          | 20 marzo 2025     |
| 2025     | Harry Haft                                       | 27 marzo 2025     |
| 2025     | Incidente della collina 192                      | 3 aprile 2025     |